# Fryderyk I Pruski
Fryderyk I Hohenzollern (ur. 11 lipca 1657 w Królewcu, zm. 25 lutego 1713 w Berlinie) – od 1688 roku elektor Brandenburgii (jako Fryderyk III) z dynastii Hohenzollernów, od 1701 roku pierwszy pruski król, jako Król w Prusach (König in Preußen).

## Życiorys

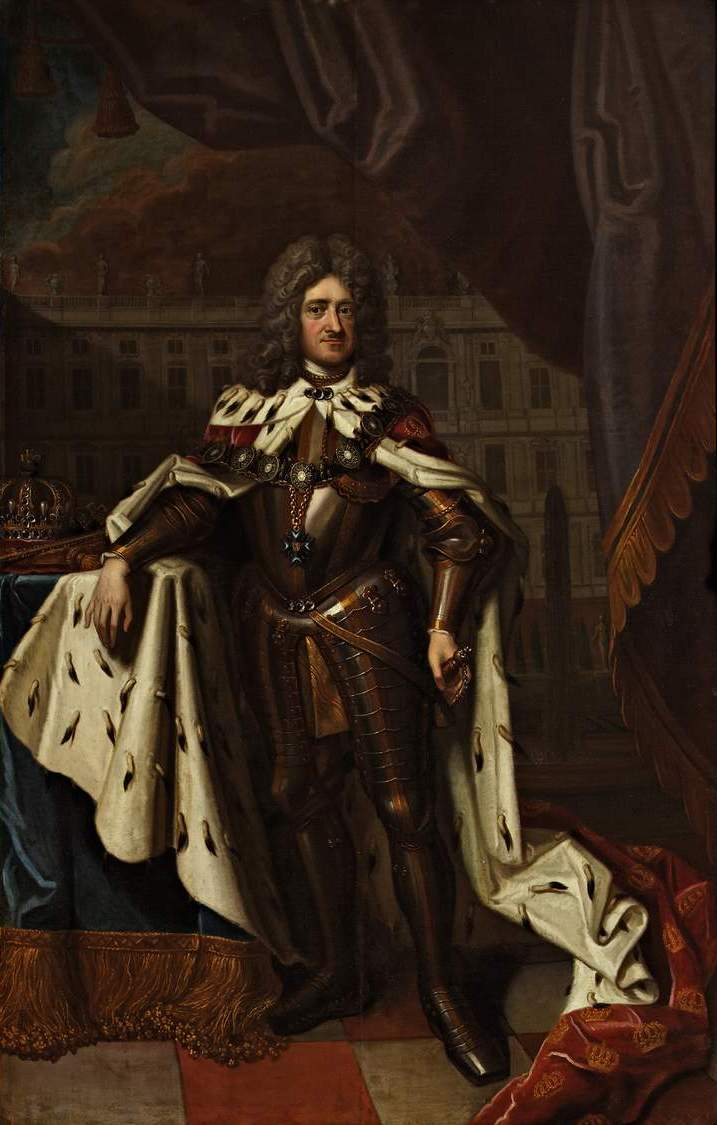
Fryderyk I

Fryderyk III kontynuował politykę swojego ojca, choć brakowało mu zapału Wielkiego Elektora. Przez pierwsze 9 lat rządził za pomocą zaufanego ministra, swojego wychowawcy Eberharda von Danckelmanna. Prowadzili strategię merkantylizmu, starali się przyciągać osadników z zagranicy dla pobudzania rozwoju gospodarczego kraju. W tym celu naśladował też ojca w tolerancji religijnej wobec Żydów, katolików, protestantów: wszystkich wyznań. Rozbudowywał armię i biurokrację, tworząc podstawy monarchii absolutnej swoich następców. Odsunięcie Danckelmanna spowodowała niechętna mu księżna Zofia Charlotta. Z czasem jego pozycję prawej ręki władcy zajął inny zaufany, Johann K. Kolbe von Wartenberg.
Od początku panowania Fryderyk planował uzyskać koronę królewską, czym podniósłby prestiż swojego dworu i zaznaczył suwerenność swojej władzy. W tym celu konsekwentnie trwał w sojuszu z cesarzem Leopoldem I, którego zgoda była potrzebna dla legalnej i akceptowanej przez inne dwory koronacji. Stał po stronie Habsburgów w wojnach przeciw Francji: przystąpił do Ligi Augsburskiej, a potem wspierał cesarza w wojnie o sukcesję hiszpańską.
Od chwili uzyskania przez księcia Hanoweru godności elektora Rzeszy w 1692 i od koronacji elektora saskiego na króla Polski w 1697, który panował jako August II Mocny, Fryderyk starał się coraz intensywniej u cesarza o zgodę na własną koronację. Wreszcie 18 stycznia 1701 w Królewcu – poza granicami cesarstwa, ale za aprobatą cesarza – koronował się na „króla w Prusach” (in Prussia) przyjmując imię Fryderyka I. Tytuł królewski oznaczał pełną suwerenność Fryderyka w Prusach Książęcych i ostateczne zerwanie jakiejkolwiek zwierzchności lub praw Rzeczypospolitej do tego terytorium, jej niegdysiejszego lenna. Wkrótce większość państw europejskich uznała pruski tytuł królewski (Anglia, Rosja, Holandia, Dania, Szwecja, a także inne protestanckie kraje niemieckie). Francja i Hiszpania uznały ten tytuł w 1713, po pokoju w Utrechcie kończącym wojnę, w której stały względem Prus po przeciwnej stronie barykady. Mimo tajemnych obietnic August II jako elektor saski także uznał tytuł Fryderyka i obiecał przeprowadzić jego uznanie przez Rzeczpospolitą, jednak sejm polski odmawiał aż do czasu bezkrólewia 1764 roku, kiedy posłów przekonały rosyjskie i pruskie bagnety i pieniądze. Koronacji elektora sprzeciwiała się także kuria papieska, która uznała godność królów pruskich dopiero w 1787 roku (papież Benedykt XIV). Najdłużej protestował przeciw tej koronacji królewskiej zakon krzyżacki, który istniał nadal na licznych terytoriach katolickich Rzeszy Niemieckiej, mając tam swoje dobra i długo cieszył się poparciem cesarzy. W tym czasie tytułem księcia Prus wciąż posługiwali się władcy Rzeczypospolitej. W trakcie koronacji przybrał za herb czarnego, jednogłowego orła i ustanowił jego order. Sama uroczystość została przygotowana bardzo starannie. Jej koszt (6 mln talarów; kolejna koronacja kosztowała 2547 talarów i 9 fenigów) przewyższał wydolność finansową skromnego ciągle elektoratu, dlatego Fryderyk zebrał specjalny podatek koronacyjny, aby go pokryć.
W czasie wojny północnej Fryderyk stanął po stronie Saksonii i Rosji i zajął Pomorze Szwedzkie, choć potem musiał je opuścić.
Fryderyk I właściwie przyspieszył proces integracji poszczególnych części państwa prusko-brandenburskiego. Następcy Fryderyka I nazywali odtąd nie tylko swych urzędników, ale i poddanych generalnie „Prusakami”. Często jako oficjalnego tytułu dla całości państwa pruskiego używano określenia: „Królewskie Państwa Pruskie”. Miastem koronacyjnym stał się Królewiec, dawna siedziba mistrzów krzyżackich i książąt pruskich, ale stolicą administracyjną całego państwa pozostał Berlin.
Pierwszy „król w Prusach” doprowadził do budowy rezydencji i innych nowych gmachów w Berlinie, gdzie założył też Akademię Sztuki i towarzystwo naukowe. Dał się poznać jako mecenas kultury i sztuki. Ściągał do swojego państwa szczególnie protestanckich intelektualistów, z pomocą których założył w 1694 roku Uniwersytet w Halle. Rozwijał także uniwersytet we Frankfurcie nad Odrą (Viadrina). Był protektorem architekta i rzeźbiarza Andreasa Schlütera oraz filozofa Gottfrieda W. Leibniza, który przyjaźnił się osobiście z Zofią Charlottą.
Mało heroiczna postać pierwszego pruskiego władcy z tytułem królewskim nie skłaniała do pozytywnej oceny jego osoby. Był władcą chorowitym, leniwym, próżnym, mało zdecydowanym, ulegającym wpływom otoczenia, gubiącym się w niuansach polityki zagranicznej, pozostawiającym codzienny trud biurokratyczny i bieg spraw wewnętrznym swym faworytom i doradcom, co skierowało na niego ostrze krytyki jego syna, następcy tronu. Szydercy mówili, że „jeżeli Fryderyk każdego dnia wstawał o godz. 3 nad ranem, to dlatego, by móc się dłużej cieszyć przyjemnością bycia królem”.
Jego żoną była Zofia Charlotta Hanowerska, z którą miał jednego syna, przyszłego króla Fryderyka Wilhelma, który w historii zapisze się jako twórca pruskiego militaryzmu i pruskiej biurokracji.
Fryderyk I był jedynym królem Prus, który płynnie mówił po polsku. Był też jedynym władcą Prus w XVIII wieku, który w znaczącym stopniu odszedł od wzorca militarnego.

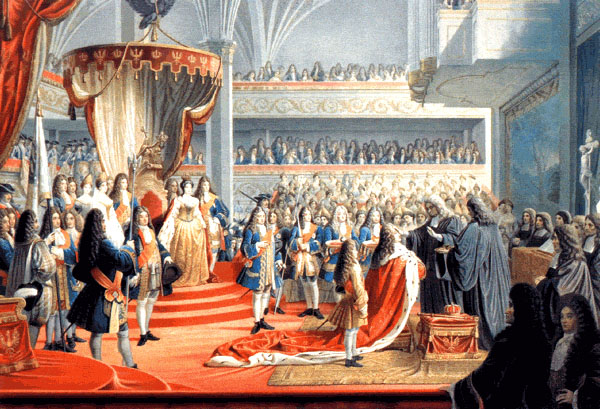
Koronacja Fryderyka I w Królewcu

## Pełna tytulatura
Fryderyk, z łaski Bożej król w Prusach, margrabia Brandenburgii, Świętego Cesarstwa Rzymskiego arcykomorzy i książę-elektor, książę-suweren Oranii, Neuchâtel i Valangin, książę Magdeburga, Kleve, Jülich, Bergu, Szczecina, Pomorza, Kaszub, Wendów, Meklemburgii oraz Krosna na Śląsku, burgrabia Norymbergi, książę Halberstadt, Minden, Kamienia, Wendów, Schwerinu, Ratzeburga oraz Mörs, hrabia Hohenzollern, Ruppin, Marchii, Ravensberga, Hohenstein, Teklenburga, Lingen, Schwerinu, Buren i Leerdam, margrabia Veere i Flushinga, pan Ravenstein, krajów Rostock, Stargardu, Lęborka i Bytowa oraz Arlay i Bredy etc.

## Genealogia
| Prapradziadkowie                                    | elektor Brandenburgii Joachim Fryderyk Hohenzollern (1546–1608) ∞1570 Katarzyna Hohenzollern (1549–1602)      | Albrecht Fryderyk Hohenzollern (1553–1618) ∞1573 Maria Eleonora Kliwijska (1550–1608)                         | elektor Palatynatu Ludwik VI Wittelsbach (1539–1583) ∞1560 Elżbieta Heska (1539–1582)                         | Wilhelm I Orański (1533–1584) ∞1575 Charlotta de Burbon (1546–1582)                                           | Wilhelm Nassau-Dillenburg (1487–1559) ∞1531 Juliana Stolberg-Wernigerode (1506–1580)                       | Gaspard de Coligny (1519–1572) ∞1547 Charlotte de Laval (1530–1568)                                        | Konrad Solms-Braunfels (1540–1592) ∞ Elżbieta Nassau-Dillenburg (1542–1602)                                | Ludwik Sayn-Wittgenstein (1532–1605) ∞ Elżbieta Solms-Laubach (1549–1599)                                  |
| Pradziadkowie                                       | elektor Brandenburgii Jan Zygmunt Hohenzollern (1572–1619) ∞1594 Anna Hohenzollern (1576–1625)                | elektor Brandenburgii Jan Zygmunt Hohenzollern (1572–1619) ∞1594 Anna Hohenzollern (1576–1625)                | elektor Palatynatu Fryderyk IV Wittelsbach (1574–1610) ∞1593 Luiza Julianna Orańska (1576–1644)               | elektor Palatynatu Fryderyk IV Wittelsbach (1574–1610) ∞1593 Luiza Julianna Orańska (1576–1644)               | Wilhelm I Orański (1533–1584) ∞1583 Louise de Coligny (1555–1620)                                          | Wilhelm I Orański (1533–1584) ∞1583 Louise de Coligny (1555–1620)                                          | Jan Albert I Solms-Braunfels (1563–1623) ∞ Agnes Sayn-Wittgenstein (1569–1617)                             | Jan Albert I Solms-Braunfels (1563–1623) ∞ Agnes Sayn-Wittgenstein (1569–1617)                             |
| Dziadkowie                                          | elektor Brandenburgii Jerzy Wilhelm Hohenzollern (1595–1640) ∞1616 Elżbieta Charlotta Wittelsbach (1597–1660) | elektor Brandenburgii Jerzy Wilhelm Hohenzollern (1595–1640) ∞1616 Elżbieta Charlotta Wittelsbach (1597–1660) | elektor Brandenburgii Jerzy Wilhelm Hohenzollern (1595–1640) ∞1616 Elżbieta Charlotta Wittelsbach (1597–1660) | elektor Brandenburgii Jerzy Wilhelm Hohenzollern (1595–1640) ∞1616 Elżbieta Charlotta Wittelsbach (1597–1660) | Fryderyk Henryk Orański (1584–1647) ∞1625 Amalia Solms-Braunfels (1602–1675)                               | Fryderyk Henryk Orański (1584–1647) ∞1625 Amalia Solms-Braunfels (1602–1675)                               | Fryderyk Henryk Orański (1584–1647) ∞1625 Amalia Solms-Braunfels (1602–1675)                               | Fryderyk Henryk Orański (1584–1647) ∞1625 Amalia Solms-Braunfels (1602–1675)                               |
| Rodzice                                             | elektor Brandenburgii Fryderyk Wilhelm I Hohenzollern (1620–1688) ∞1646 Luiza Henriette Nassau (1627–1667)    | elektor Brandenburgii Fryderyk Wilhelm I Hohenzollern (1620–1688) ∞1646 Luiza Henriette Nassau (1627–1667)    | elektor Brandenburgii Fryderyk Wilhelm I Hohenzollern (1620–1688) ∞1646 Luiza Henriette Nassau (1627–1667)    | elektor Brandenburgii Fryderyk Wilhelm I Hohenzollern (1620–1688) ∞1646 Luiza Henriette Nassau (1627–1667)    | elektor Brandenburgii Fryderyk Wilhelm I Hohenzollern (1620–1688) ∞1646 Luiza Henriette Nassau (1627–1667) | elektor Brandenburgii Fryderyk Wilhelm I Hohenzollern (1620–1688) ∞1646 Luiza Henriette Nassau (1627–1667) | elektor Brandenburgii Fryderyk Wilhelm I Hohenzollern (1620–1688) ∞1646 Luiza Henriette Nassau (1627–1667) | elektor Brandenburgii Fryderyk Wilhelm I Hohenzollern (1620–1688) ∞1646 Luiza Henriette Nassau (1627–1667) |
| Fryderyk I Hohenzollern (1657–1713), Król w Prusach | | | | | | | | |